# Partecipanti al Tour de France 1963
Qui di seguito viene riportato l'elenco dei partecipanti al Tour de France 1963.

## Corridori per squadra
Nota: R ritirato, NP non partito, FT fuori tempo massimo
| Saint-Raphaël-Gitane | Saint-Raphaël-Gitane    | Saint-Raphaël-Gitane | Carpano        | Carpano                 | Carpano        | I.B.A.C-Molteni | I.B.A.C-Molteni       | I.B.A.C-Molteni |
| -------------------- | ----------------------- | -------------------- | -------------- | ----------------------- | -------------- | --------------- | --------------------- | --------------- |
| 1                    | Jacques Anquetil        | 1º                   | 51             | Carlo Azzini            | R 16ª          | 91              | Graziano Battistini   | 18º             |
| 2                    | Jean Stablinski         | R 16ª                | 52             | Antonio Bailetti        | 55º            | 92              | Danilo Ferrari        | R 16ª           |
| 3                    | Seamus Elliott          | 61º                  | 53             | Franco Balmamion        | R 3ª           | 93              | Renzo Fontona         | 7º              |
| 4                    | Pierre Everaert         | 63º                  | 54             | Germano Barale          | R 17ª          | 94              | Ernesto Minetto       | R 8ª            |
| 5                    | Albertus Geldermans     | 24º                  | 55             | Vendramino Bariviera    | R 8ª           | 95              | Angel Ottaviani       | R 8ª            |
| 6                    | Guy Ignolin             | 37º                  | 56             | Kurt Gimmi              | R 17ª          | 96              | Giacomo Fornoni       | R 8ª            |
| 7                    | Jean-Claude Lebaube     | 4º                   | 57             | Ottavio Cogliati        | R 3ª           | 97              | Guido Carlesi         | R 14ª           |
| 8                    | Anatole Novak           | 59º                  | 58             | Giancarlo Gentina       | R 12ª          | 98              | Giuseppe Dante        | R 8ª            |
| 9                    | Louis Rostollan         | R 15ª                | 59             | Loris Guernieri         | 53º            | 99              | Roberto Falaschi      | R 16ª           |
| 10                   | Gérard Thiélin          | 31º                  | 60             | Giuseppe Sartore        | R 16ª          | 100             | Nello Velucchi        | R 3ª            |
| Mercier              | Mercier                 | Mercier              | Pelforth       | Pelforth                | Pelforth       | KAS-Kaskol      | KAS-Kaskol            | KAS-Kaskol      |
| 11                   | Pierre Beuffeuil        | 47º                  | 61             | Henry Anglade           | 11º            | 101             | Antonio Barrutia      | R 11ª           |
| 12                   | Robert Cazala           | 30º                  | 62             | Guy Epaud               | 48º            | 102             | Carlos Echevarria     | R 3ª            |
| 13                   | Jean Gainche            | 20º                  | 63             | Dick Enthoven           | 34º            | 103             | Sebastian Elorza      | 36º             |
| 14                   | Alfons Hellemans        | 60º                  | 64             | André Foucher           | 57º            | 104             | Francisco Gabica      | 14º             |
| 15                   | Frans Melckenbeeck      | R 9ª                 | 65             | Georges Groussard       | 51º            | 105             | José Maria Lopez Cano | R 3ª            |
| 16                   | Jean Milesi             | 68º                  | 66             | Joseph Groussard        | 64º            | 106             | Miguel Pacheco        | 17º             |
| 17                   | Raymond Poulidor        | 8º                   | 67             | Jan Janssen             | R 10ª          | 107             | Manuel Martin Pinera  | R 3ª            |
| 18                   | Simon Leborgne          | R 3ª                 | 68             | Roland Lacombe          | R 10ª          | 108             | Valentín Uriona       | 50º             |
| 19                   | Victor Van Schil        | 22º                  | 69             | François Mahé           | 19º            | 109             | Juan Sánchez Romero   | R 3ª            |
| 20                   | August Verhaegen        | 74º                  | 70             | Alan Ramsbottom         | 16º            | 110             | Eusebio Vélez         | R 10ª           |
| Faema-Flandria       | Faema-Flandria          | Faema-Flandria       | Ferrys         | Ferrys                  | Ferrys         | Peugeot         | Peugeot               | Peugeot         |
| 21                   | Willy Bocklant          | R 16ª                | 71             | Antonio Bertran         | 35º            | 111             | Ferdinand Bracke      | 21º             |
| 22                   | Frans Brands            | 25º                  | 72             | Rogelio Hernandez       | 27º            | 112             | Pino Cerami           | R 17ª           |
| 23                   | Armand Desmet           | 5º                   | 73             | Antonio Karmany         | 54º            | 113             | Emile Daems           | 67º             |
| 24                   | Noël Foré               | R 10ª                | 74             | Fernando Manzaneque     | 12º            | 114             | Charly Gaul           | R 16ª           |
| 25                   | Antonio Gómez del Moral | 29º                  | 75             | Esteban Martin          | 32º            | 115             | Jos Hoevenaers        | 23º             |
| 26                   | Marcel Ongenae          | 58º                  | 76             | Gabriel Mas             | 40º            | 116             | Raymond Impanis       | 66º             |
| 27                   | Jozef Planckaert        | R 12ª                | 77             | José Pérez Francés      | 3º             | 117             | Jean Simon            | 70º             |
| 28                   | Clément Roman           | R 11ª                | 78             | Raul Rey                | 71º            | 118             | Henri Duez            | 26º             |
| 29                   | Angelino Soler          | 6º                   | 79             | Julio San Emeterio      | 75º            | 119             | Willy Vannitsen       | R 9ª            |
| 30                   | Antonio Suárez          | 43º                  | 80             | Emilio Cruz             | 41º            | 120             | Rolf Wolfshohl        | R 4ª            |
| Wiel's-Groene Leeuw  | Wiel's-Groene Leeuw     | Wiel's-Groene Leeuw  | G.B.C-Libertas | G.B.C-Libertas          | G.B.C-Libertas | Solo            | Solo                  | Solo            |
| 31                   | Benoni Beheyt           | 49º                  | 81             | Frans Aerenhouts        | 42º            | 121             | Jaak De Boever        | R 14ª           |
| 32                   | Gilbert Desmet 1        | R 17ª                | 82             | Roger Baens             | R 10ª          | 122             | Roger De Breucker     | 73º             |
| 33                   | Gilbert Desmet 2        | 44º                  | 83             | Willy Derboven          | 76º            | 123             | Arthur De Cabooter    | R 11ª           |
| 34                   | Daniel Doom             | R 17ª                | 84             | Ludo Janssens           | 39º            | 124             | Henri Dewolf          | 33º             |
| 35                   | Hans Junkermann         | 9º                   | 85             | Willy Schroeders        | R 11ª          | 125             | Marcel Janssens       | R 6ª/1ª         |
| 36                   | André Messelis          | R 16ª                | 86             | Edgard Sorgeloos        | R 11ª          | 126             | Robert Lelangue       | 69º             |
| 37                   | Yvo Molenaers           | R 17ª                | 87             | Martin Van Geneugden    | 56º            | 127             | Louis Proost          | 65º             |
| 38                   | Eddy Pauwels            | 13º                  | 88             | Rik Van Looy            | 10º            | 128             | Marcel Seynaeve       | R 14ª           |
| 39                   | Dieter Puschel          | 15º                  | 89             | Guillaume Van Tongerloo | 45º            | 129             | Michel Van Aerde      | R 16ª           |
| 40                   | René Van Meenen         | R 16ª                | 90             | Huub Zilverberg         | R 4ª           | 130             | Jos Wouters           | R 2ª/1ª         |
| Margnat              |                         |                      |                |                         |                |                 |                       |                 |
| 41                   | Federico Bahamontes     | 2º                   |                |                         |                |                 |                       |                 |
| 42                   | Juan Campillo           | 46º                  |                |                         |                |                 |                       |                 |
| 43                   | André Darrigade         | R 16ª                |                |                         |                |                 |                       |                 |
| 44                   | Jean Dotto              | 28º                  |                |                         |                |                 |                       |                 |
| 45                   | Jean Dupont             | R 14ª                |                |                         |                |                 |                       |                 |
| 46                   | Jean Graczyk            | 72º                  |                |                         |                |                 |                       |                 |
| 47                   | Claude Mattio           | 52º                  |                |                         |                |                 |                       |                 |
| 48                   | Luis Otaño              | 38º                  |                |                         |                |                 |                       |                 |
| 49                   | Joseph Thonin           | 62º                  |                |                         |                |                 |                       |                 |
| 50                   | Joseph Velly            | R 10ª                |                |                         |                |                 |                       |                 |